# Nucleo operativo radiomobile
Il Nucleo Operativo e Radiomobile, noto anche con la sigla NORM, è un organo del Comando di reparto territoriale (o compagnia) dell'Arma dei Carabinieri che assicura il pronto intervento 24 ore su 24 e l'attività info-investigativa.

## Funzionamento
Il NORM è suddiviso in un'aliquota Radiomobile, la quale opera con abiti e mezzi in colori d'istituto ed espleta il pronto intervento e il controllo del territorio, e un'aliquota operativa, la quale invece si occupa dell'attività info-investigativa in tutto il territorio della compagnia, quindi anche a supporto delle tenenze e/o stazioni presenti. Entrambi i reparti, nelle compagnie a maggiore impegno operativo, sono dette Sezioni e, per questo, dispongono di un organico superiore alle aliquote: in tal caso i comandanti delle Sezioni avranno un grado più elevato rispetto ai comandanti delle aliquote, visto che anche la compagnia sarà comandata da ufficiali di grado più elevato - di norma un maggiore o un tenente colonnello.
Nei Comandi provinciali delle città su cui insistono più Compagnie Carabinieri, ad esempio Roma, esiste il Nucleo Radiomobile (il cui acronimo è NRM), il quale è inquadrato nel Reparto Operativo di Comando Provinciale, o dal Comando Gruppo Carabinieri ove presente, anche per garantire un miglior coordinamento del pronto intervento sul territorio. Come indicato anche dalla sua denominazione, il NRM è composto esclusivamente dalle pattuglie in divisa, poiché l'attività investigativa è espletata dal Nucleo Investigativo e dai Nuclei Operativi delle singole Compagnie urbane. Operando in un territorio più grande e a più rischio criminalità, il NRM è comandato solamente da ufficiali, il cui grado varia da Maggiore a Tenente Colonnello. Inoltre, il NRM è suddiviso in varie Sezioni, essendo organicamente più grande.
A seguito di una recente riforma ordinativa, è stato disposto: 
- il transito delle Centrali Operative e dei Nuclei Radiomobili dei Comandi provinciali di Roma, Milano, Napoli e Palermo alle dipendenze dei relativi Gruppi capoluogo;
- il transito delle Centrali Operative dei Comandi Provinciali rimanenti e del Gruppo di Aosta, nonché dei Gruppi distaccati (Ostia, Frascati, Castello di Cisterna, Torre Annunziata, Aversa, Monreale, Gioia Tauro, Lamezia Terme, Locri) alle dipendenze dei N.O.R. delle rispettive Compagnie capoluogo;
- il mantenimento dell’attuale assetto per i Comandi Provinciali di Torino, Bologna, Venezia, Firenze, Genova, Bari, Catania e Messina.

Le aliquote, le sezioni e i nuclei Radiomobili si dividono il territorio in settori assieme alla Squadra Volante della Polizia di Stato (ove è presente una questura o un commissariato). L'organizzazione delle attività di pronto intervento è affidata alla centrale operativa che, in forma coordinata con le sale operative delle questure, gestisce le esigenze più disparate, confluite al Numero unico europeo per le emergenze 112.

## Sistema Radio
Il sistema di comunicazione radio a partire dai primi anni '80 ha iniziato ad usare la banda UHF, più comunemente chiamata: gamma 400.
L'azienda toscana O.T.E. di Firenze "Officine Toscane Elettromeccaniche", creata da un gruppo di radioamatori, fu scelta per le tecnologie che era in grado di produrre dato che aveva già progettato apparecchiature per uso militare. 
L’Arma dei Carabinieri utilizza per le comunicazioni operative una rete radiomobile analogica in gamma 400MHz, le cui comunicazioni possono essere instaurate secondo nr. 3 modalità: 
- Diretta: la stazione radio di centrale operativa comunica direttamente con i terminali portatili / veicolari nel raggio di copertura radio;
- Ripetuta: la comunicazione tra la stazione radio di centrale operativa e terminali radio portatili / veicolari si instaura per il tramite di un ponte ripetitore, per estendere la copertura radio originaria;
- Semplice: la trasmissione tra stazione radio di centrale operativa e apparati radio portatili / veicolari avviene in simplex su singola frequenza per la trasmissione / ricezione.
Ancora in uso oggi in molte città era molto innovativo e permetteva una comunicazione capillare con l'ausilio di ponti radio e di selettive con lo standard ZVEI.
Selettive che permettevano anche un radiocontrollo su dispositivi remoti; accensione e spegnimento ponti radio, cambio ponte radio, autoascolto dell'autoradio in caso di emergenza e molte altre.
A causa del terrorismo ci fu inoltre l'esigenza di aumentare la segretezza delle comunicazioni e l'azienda TELSY di Torino, specializzata in sistemi di sicurezza in campo delle telecomunicazioni, venne scelta per creare delle schede in grado di criptare le comunicazioni radio. Ogni apparato radio venne dotato di questa tecnologia.
Attualmente in molte città si sta lentamente abbandonando tale sistema radio per utilizzare la più moderna tecnologia digitale TETRA, che oltre alla sicurezza e segretezza delle comunicazioni permette una interconnessione con altre centrali radio, di linee telefoniche e di sistemi internet per l'accesso a banche dati, il tutto in piena mobilita'.

## Mezzi in dotazione
Le autovetture in dotazione all'aliquota radiomobile del NORM sono dette ufficialmente autoradio e, chiamate in gergo,  gazzelle, per via del tradizionale distintivo sulle fiancate. Attualmente, a svolgere questo compito sono le Alfa Romeo 159 2.4 JTDm da 210 Cv, le Fiat Bravo 2.0 M-JET da 165 Cv, le SEAT León 2.0 da 150 Cv, le Alfa Romeo Giulietta turbodiesel 2.0 da 150 Cv e le Alfa Romeo Giulia turbo benzina 2.0 da 200 Cv.

### Alfa Romeo 159
Il motore utilizzato per le 159 dei carabinieri è il 2.4 JTDm da 5 cilindri e 20 valvole, erogante una potenza di 210 CV, abbinato ad un cambio meccanico a sei marce M32; esso è capace di raggiungere una velocità massima di 228 km/h e di passare da 0 a 100 km/h in soli 8,4 secondi.
L'allestimento, realizzato direttamente nella fabbrica di Pomigliano d'Arco, comprende gli accessori previsti anche nelle autovetture di serie (ABS ed EBD, climatizzatore bi-zona, airbag anteriori, laterali e per le ginocchia, VDC) ed altri specifici appositamente richiesti. Tra questi la parziale blindatura, i vetri antisfondamento, la paratia in policarbonato ed acciaio che separa i posti posteriori da quelli anteriori, ed all'esterno, sul tetto, i dispositivi elettroacustici quali i lampeggianti (a LED nelle ultime versioni), un faro brandeggiante orientabile ed un pannello a messaggio variabile LED integrato aerodinamicamente con la carrozzeria. Quest'ultimo dispositivo permette di segnalare con scritte luminose diversi tipi di situazioni che si possono verificare durante gli interventi, quali, ad esempio: incidente, nebbia, posto di blocco, deviazione, coda.
A tutto ciò si aggiungono scompartimenti per riporre le dotazioni individuali di difesa, la predisposizione per gli apparati di comunicazione, navigazione, trasmissione e acquisizione di informazioni come l'ANPR (presente al di sotto del faro brandeggiante solo in alcune 159), nonché un serbatoio antiscoppio ed antideflagrazione.
Il bagagliaio è attrezzato per riporvi: una borsa da primo soccorso, un estintore, vari cartelli e coni stradali, armamenti e munizioni ausiliarie nonché tutte le centraline di controllo dei vari dispositivi installati.
Diversamente dalla Polizia, i Carabinieri usano due versioni diverse della 159: la prima fornitura, introdotta nel 2005, prevede lampeggianti flash, mentre la seconda, introdotta nel 2009, prevede lampeggianti squadrati a LED Trident della Federal Signal Vama.

### Fiat Bravo
Le Fiat Bravo sono equipaggiate con il motore 1.9 e 2.0 M-Jet da 150 e 165 CV. Nonostante una potenza nettamente inferiore alla 159, grazie al peso contenuto, questa vettura è in grado comunque di erogare prestazioni equiparabili a quella della sorella maggiore.

### Seat León
Le SEAT León sono dotate di un motore 2.0 litri TDI turbodiesel da 150 CV.
L'abitacolo è diviso in due da un pannello di policarbonato trasparente.
Sul cruscotto è allestito un sistema informatico che permette il collegamento in tempo reale con le Banche dati delle Forze di Polizia, della Motorizzazione e dell'ANIA. Oltre alle interrogazioni in mobilità, l'apparato opera in rete (networking) con il software delle sale operative, a cui può inviare foto e video (observation).
L'auto è parzialmente blindata e presenta vetri antisfondamento. Portiere e vetri posteriori, a comando elettrico, possono essere sbloccati solo dall'equipaggio per consentire il trasporto in massima sicurezza di eventuali persone in stato di arresto. Ma la novità estetica per l'Arma è stata l'abbandono, sul tetto, dei tradizionali lampeggianti singoli; questi ultimi sono infatti stati integrati in una barra multifunzione che comprende anche il pannello luminoso a messaggio variabile, il quale prima era separato dalla coppia di lampeggianti

### Alfa Romeo Giulietta
La Giulietta adotta la classica colorazione Blu Lord 438 per la carrozzeria e bianco per il tetto, con specifica livrea adesiva rifrangente 3M e, per la prima volta, introduce il tricolore per la realizzazione del numero 112. La motorizzazione è il classico 1956 CC. JTDm euro 6 da 150 CV con cambio a 6 marce, e i cerchi sono in acciaio con borchie di plastica.
Un pannello in policarbonato ed acciaio divide in due l'abitacolo, nella cui parte anteriore trovano posto due torce portatili e i manganelli; sulla plancia sono invece collocati il tablet del sistema di comunicazione Odino e la radio veicolare in dotazione, inclusa la classica cornetta tipica degli allestimenti per l’Arma. Sulla consolle centrale davanti al cambio trova posto una specifica pulsantiera per l'azionamento dei lampeggiatori e della sirena, che funzionano sia in modo combinato che separato e con la possibilità di trasferire il comando sirena al posto del clacson nel volante. per un pronto impiego del dispositivo in prossimità dei crocevia. Le portiere presentano una tasca contenente il giubbotto antiproiettile e i sedili presentano i supporti in acciaio per l’alloggiamento dell’arma lunga Beretta PM12, in attuale dotazione.
La parte posteriore dell'abitacolo, diversamente, è allestita interamente in policarbonato ed è destinata al trasporto di eventuali soggetti in stato di fermo. Sul fondo dell’auto sono previsti dei robusti tappetini in gomma a protezione della moquette. Nel vano di carico, infine, è presente ulteriore componentistica che serve a far funzionare l’apparato radio che si divide in una unità primaria e in un frontalino definito telecomando a disposizione dei militari sulla plancia, oltre all'estintore ed altre dotazioni di sicurezza.
Si distinguono due forniture diverse; nella prima, sul tettuccio è presente una barra lampeggiante multifunzione che comprende luci di emergenza a LED e pannello informativo luminoso integrato, assieme al classico faro brandeggiabile. Nella seconda, invece, sul tetto i due lampeggianti singoli blu a LED sono separati dal pannello luminoso, che è integrato aerodinamicamente con la carrozzeria, similmente a quanto visto già con la FIAT Bravo e l'Alfa Romeo 159; inoltre, per la prima volta su un automezzo del Nucleo radiomobile, vengono inseriti due lampeggiatori supplementari nella calandra anteriore sui lati del badge Alfa Romeo.

### Alfa Romeo Giulia
Il 17 maggio 2021 viene presentata al pubblico la Giulia allestita per le esigenze del nucleo radiomobile e rappresenta, per esso, il ritorno alle berline a tre volumi dopo la 159. Presenta lo stesso allestimento delle Giulietta seconda fornitura, ovvero lampeggianti singoli blu a LED, pannello informativo integrato aerodinamicamente, faro brandeggiante e i lampeggianti blu supplementari. Quest'ultimi, tuttavia, invece di essere posizionati nella calandra della vettura, come sulla Giulia Quadrifoglio, o sul montante dello scudo dell'Alfa Romeo, come sulla Giulietta della seconda fornitura, si trovano nel guscio degli specchietti laterali retrovisori. Altra somiglianza alla Giulietta sopracitata è la cellula detentiva unipersonale: in questo modo può trovare spazio all'interno un terzo carabiniere. La vettura presenta una blindatura livello B4 nelle porte anteriori, nel parabrezza, nei vetri laterali e nel lunotto posteriore, persino il serbatoio del carburante adotta accorgimenti simili; i vetri, peraltro, sono anche antisfondamento. È presente altresì una protezione antiproiettile estendibile, situata sulle portiere anteriori, atta a coprire la parte inferiore dei militari quando si trovano dietro le portiere aperte.
L'Arma ha affermato che questo primo lotto prevede, in totale, 1.770 vetture.

## Galleria d'immagini

Scudetto adesivo applicato a tutti i veicoli del NORM
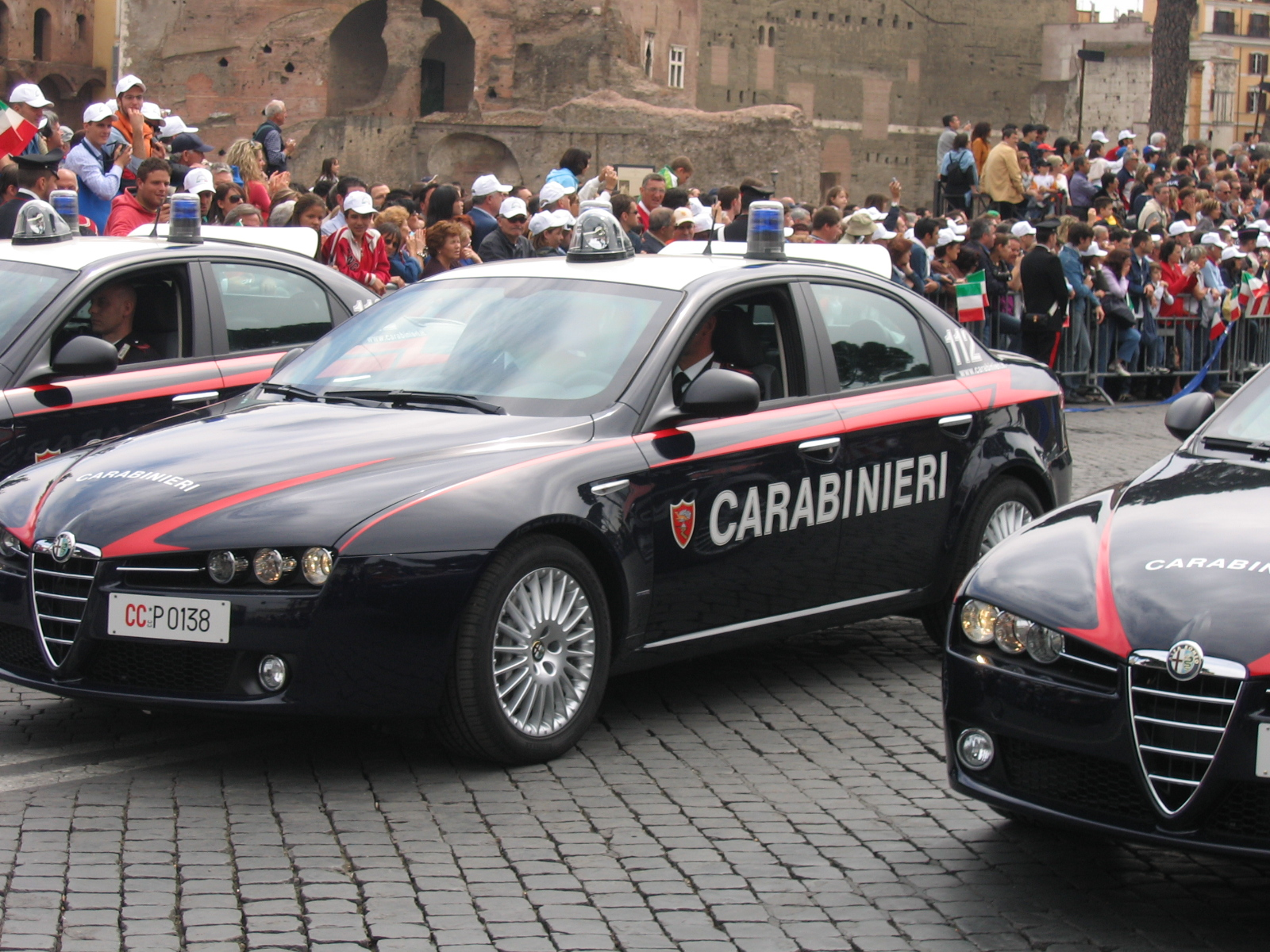
Una 159 della prima fornitura in uso al NORM.
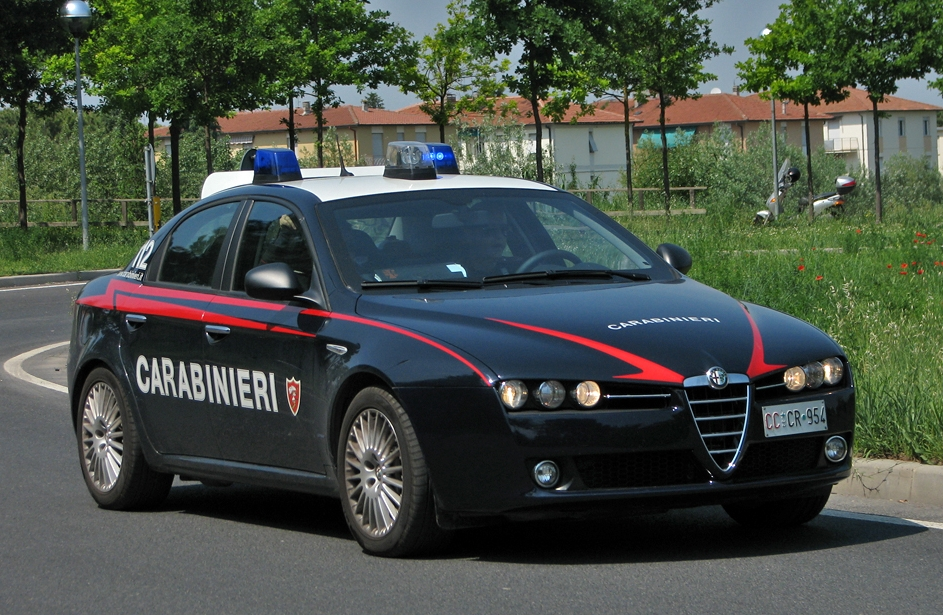
Una 159 della seconda fornitura. Notare i lampeggianti a LED.
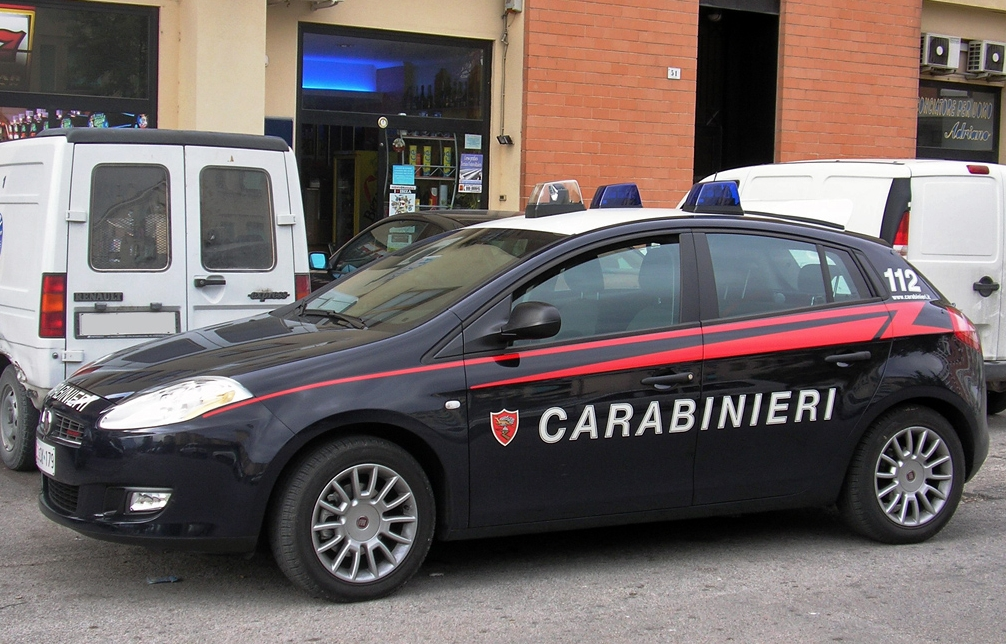
Una Fiat Bravo in dotazione al reparto
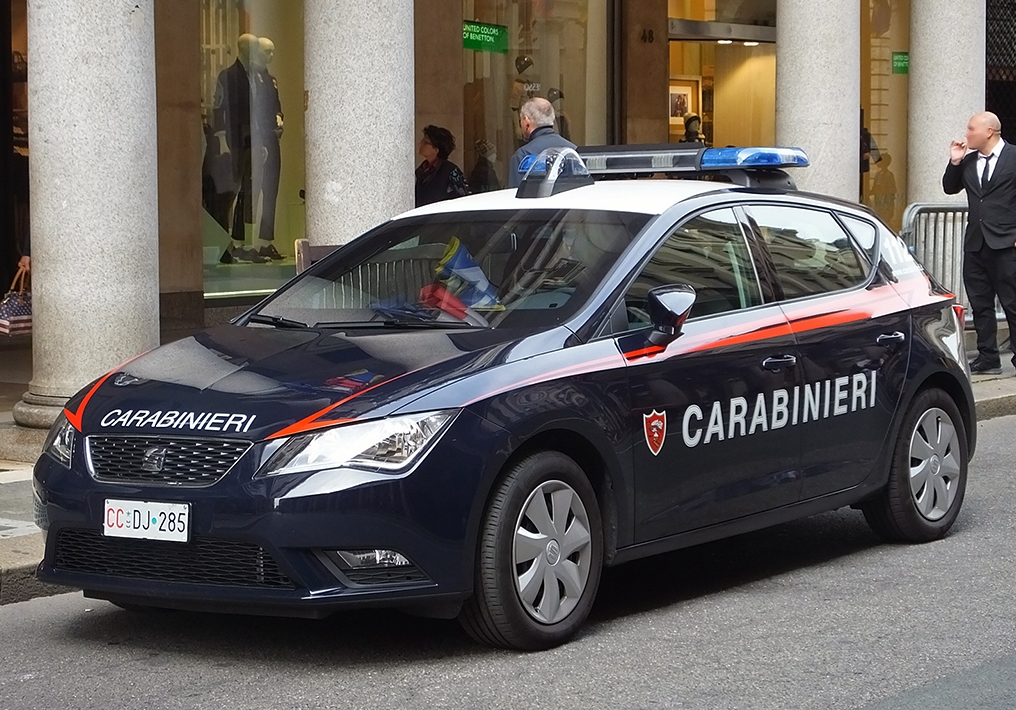
Una SEAT León in dotazione al reparto
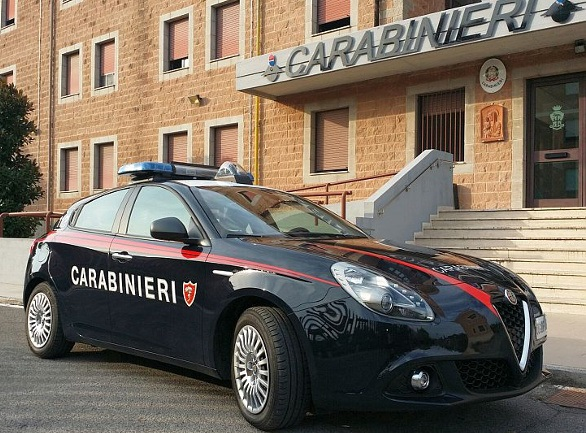
Una Alfa Romeo Giulietta appartenente alla prima fornitura. Notare la barra multifunzione sul tettuccio
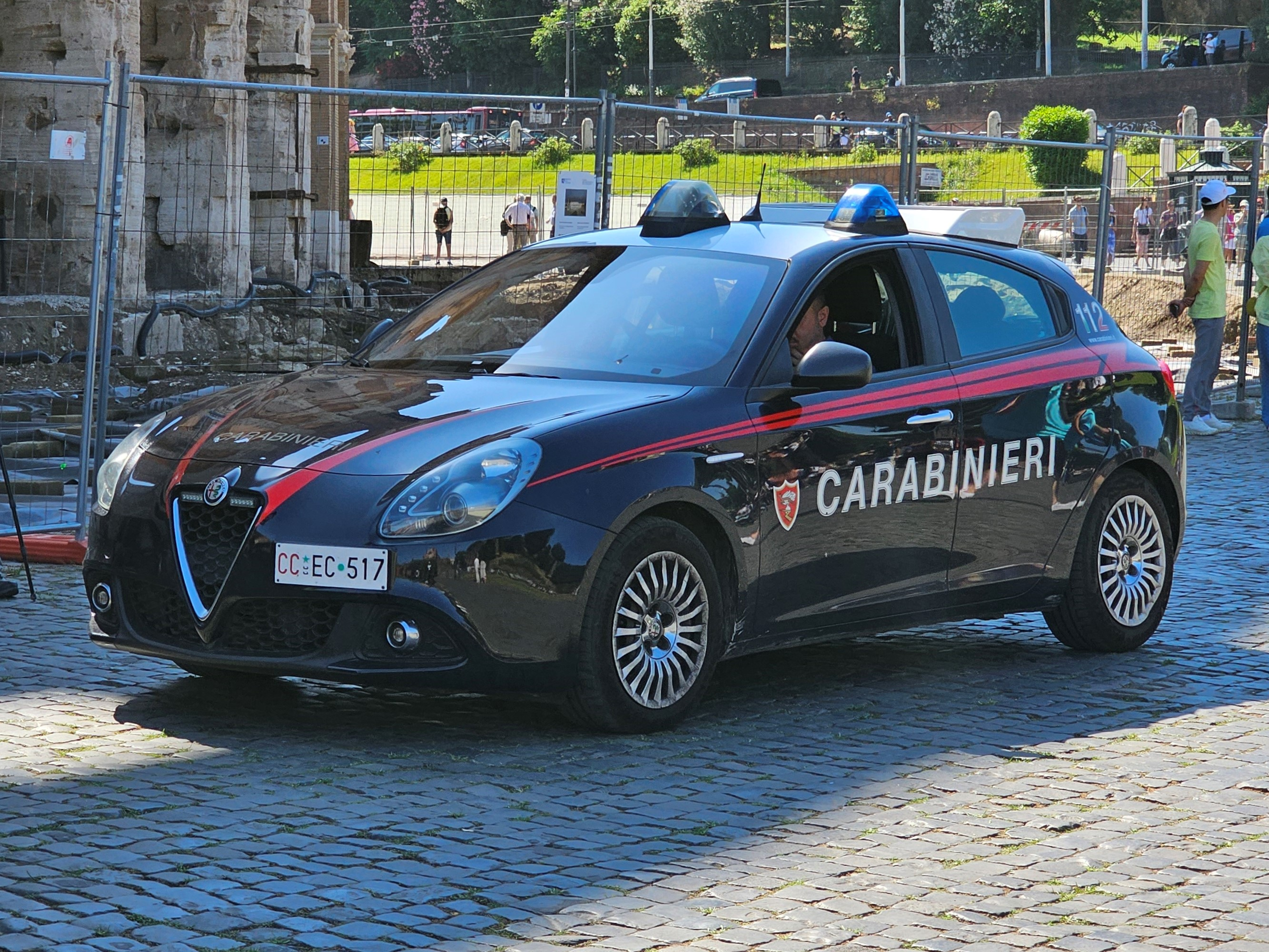
Una Alfa Romeo Giulietta appartenente alla seconda fornitura. Notare i nano-LED sullo scudetto anteriore, e sul tettuccio sia i LED singoli che il pannello multifunzione posteriore bianco
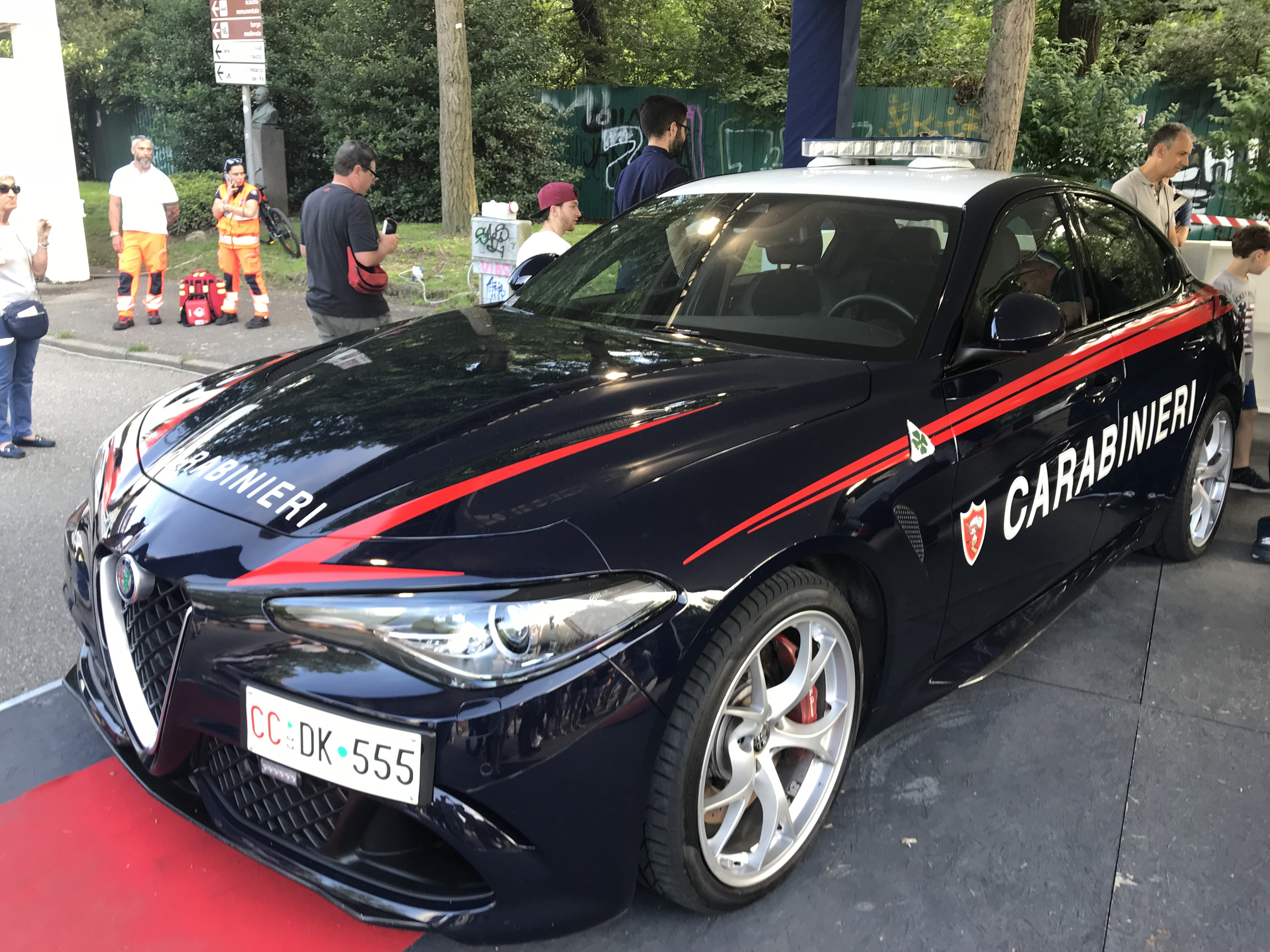
Una Alfa Romeo Giulia in dotazione al reparto
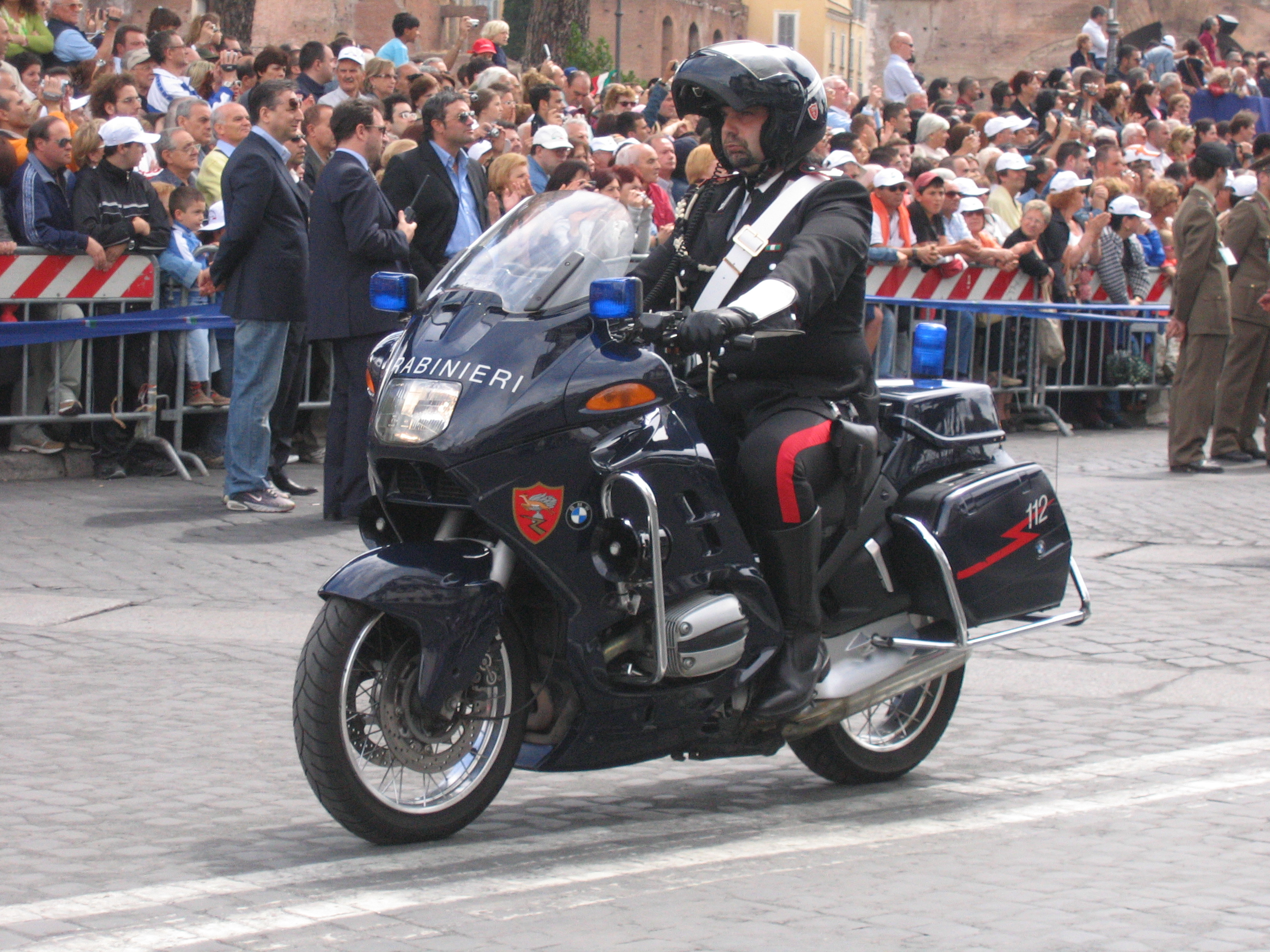
Una moto BMW in dotazione al NORM